# 神爵
神爵（前61年三月前58年—）是汉宣帝的第四个年号，共使用了4年。
元康五年三月改元神爵。

## 年號釋義
《漢書·宣帝紀》顏師古注引應劭曰：「前年神爵集于長樂宮，故改年。」

## 大事记
- 神爵元年－－先零部（属羌族）与诸羌联盟并和匈奴借兵，企图对汉复仇。宣帝派后将军赵充国、弩将军许延寿出金城攻击西羌，均获胜利，留赵充国屯田。
- 神爵二年－－羌族杀其首领杨玉、犹非等，遂降汉。宣帝设金城属国，撤回屯田军。
- 神爵三年－－设立西域都护府，屯田重心由渠梨移向车师。
- 神爵四年－－姑且水之战：匈奴呼韩邪单于攻握衍朐鞮单于。

## 逝世
張彭祖：神爵三年（前59年）被小妾毒殺，爵位廢除。

## 纪年
| 神爵 | 元年   | 二年   | 三年   | 四年   |
| ---- | ------ | ------ | ------ | ------ |
| 公元 | 前61年 | 前60年 | 前59年 | 前58年 |
| 干支 | 庚申   | 辛酉   | 壬戌   | 癸亥   |

## 参看
- 中國年號索引

| 前一年號： 元康 | 西漢年號 神爵 | 下一年號： 五凤 |